# Tiểu nhiều
Tiểu nhiều hay đa niệu (/ˌpɒliˈjʊəriə/) là một lượng sản phẩm thải quá mức hoặc lớn bất thường của nước tiểu (lớn hơn 2,5 L  hoặc 3 L  trong vòng 24 giờ ở người lớn). Đi tiểu thường xuyên là một triệu chứng đi kèm. Tăng sản xuất và thông qua nước tiểu cũng có thể được gọi là lợi tiểu. Poly niệu thường xuất hiện kết hợp với chứng chảy nước (tăng khát), mặc dù có thể có cái này mà không có cái kia, và cái sau có thể là nguyên nhân hoặc hậu quả. Polydipsia tâm sinh lý có thể dẫn đến đa niệu. Poly niệu thường được xem là một triệu chứng hoặc dấu hiệu của một rối loạn khác (bản thân nó không phải là một bệnh), nhưng nó có thể được phân loại thành một rối loạn, ít nhất là khi các nguyên nhân cơ bản của nó không rõ ràng.

## Nguyên nhân
Nguyên nhân phổ biến nhất của bệnh tiểu nhiều ở cả người lớn và trẻ em là đái tháo đường không kiểm soát được, mà sẽ gây ra lợi tiểu thẩm thấu, khi nồng độ glucose cao đến mức glucose được bài tiết qua nước tiểu. Nước theo nồng độ glucose một cách thụ động, dẫn đến lượng nước tiểu cao bất thường. Trong trường hợp không có đái tháo đường, nguyên nhân phổ biến nhất là giảm bài tiết aldosterone do khối u vỏ thượng thận, chứng chảy nước nguyên phát (uống nhiều nước), bệnh đái tháo nhạt trung ương và bệnh đái tháo nhạt do thận.  Poly niệu cũng có thể là do các chất hóa học khác nhau, chẳng hạn như thuốc lợi tiểu, caffeine và ethanol. Nó cũng có thể xảy ra sau khi nhịp nhanh trên thất, trong khi bắt đầu rung tâm nhĩ, sinh con và loại bỏ một tắc nghẽn trong đường tiết niệu. Lợi tiểu được kiểm soát bởi các thuốc chống nôn như vasopressin, angiotensin II và aldosterone. Lợi tiểu lạnh là sự xuất hiện của việc tăng sản xuất nước tiểu khi tiếp xúc với lạnh, điều này cũng giải thích một phần lợi tiểu ngâm. Lợi tiểu độ cao xảy ra ở độ cao trên 10.000 foot (3.000 m)   và là một chỉ số mong muốn thích nghi với độ cao. Những người leo núi thích nghi tốt với độ cao sẽ trải nghiệm loại lợi tiểu này. Những người sản xuất ít nước tiểu ngay cả khi có lượng chất lỏng đầy đủ có lẽ không thích nghi tốt với độ cao.